# Olympische Sommerspiele 2024/Teilnehmer (Estland)
| Gelbes Symbol für Goldmedaillen mit stilisierten Olympischen Ringen | Graues Symbol für Silbermedaillen mit stilisierten Olympischen Ringen | Braundes Symbol für Bronzemedaillen mit stilisierten Olympischen Ringen |
| ------------------------------------------------------------------- | --------------------------------------------------------------------- | ----------------------------------------------------------------------- |
| —                                                                   | —                                                                     | —                                                                       |

Estland nahm an den Olympischen Spielen 2024 vom 26. Juli bis zum 11. August 2024 in Paris mit 24 Athleten (16 Männer, 8 Frauen) teil. Es war die insgesamt 14. Teilnahme an Olympischen Sommerspielen.

## Teilnehmer nach Sportarten

### Badminton
Über die Race-to-Paris-Rangliste konnte sich Kristin Kuuba im Einzel der Frauen qualifizieren.
| Athleten      | Wettbewerb | Gruppenphase       | Gruppenphase      | Gruppenphase | Gruppenphase | Achtelfinale  | Achtelfinale  | Viertelfinale | Viertelfinale | Halbfinale    | Halbfinale    | Finale / Platz 3 | Finale / Platz 3 | Rang |
| Athleten      | Wettbewerb | Gegner             | Ergebnis          | Punkte       | Rang         | Gegner        | Ergebnis      | Gegner        | Ergebnis      | Gegner        | Ergebnis      | Gegner           | Ergebnis         | Rang |
| ------------- | ---------- | ------------------ | ----------------- | ------------ | ------------ | ------------- | ------------- | ------------- | ------------- | ------------- | ------------- | ---------------- | ---------------- | ---- |
| Frauen        |            |                    |                   |              |              |               |               |               |               |               |               |                  |                  |      |
| Kristin Kuuba | Einzel     | F. N. Abdul Razzaq | 2:0 (21:7, 21:9)  | 1            | 2            | ausgeschieden | ausgeschieden | ausgeschieden | ausgeschieden | ausgeschieden | ausgeschieden | ausgeschieden    | ausgeschieden    | 14   |
| Kristin Kuuba | Einzel     | P. V. Sindhu       | 0:2 (5:21, 10:21) | 1            | 2            | ausgeschieden | ausgeschieden | ausgeschieden | ausgeschieden | ausgeschieden | ausgeschieden | ausgeschieden    | ausgeschieden    | 14   |

### Bogenschießen
Durch ihr Abschneiden bei den Europameisterschaften 2024 in Essen konnte Reena Pärnat einen Quotenplatz für Estland im Bogenschießen der Frauen erreichen.
| Athleten     | Wettbewerb | Qualifikation | Qualifikation | 1. Runde  | 1. Runde | 2. Runde      | 2. Runde      | Achtelfinale  | Achtelfinale  | Viertelfinale | Viertelfinale | Halbfinale    | Halbfinale    | Finale / Platz 3 | Finale / Platz 3 | Rang |
| Athleten     | Wettbewerb | Ringe         | Rang          | Gegner    | Ergebnis | Gegner        | Ergebnis      | Gegner        | Ergebnis      | Gegner        | Ergebnis      | Gegner        | Ergebnis      | Gegner           | Ergebnis         | Rang |
| ------------ | ---------- | ------------- | ------------- | --------- | -------- | ------------- | ------------- | ------------- | ------------- | ------------- | ------------- | ------------- | ------------- | ---------------- | ---------------- | ---- |
| Frauen       |            |               |               |           |          |               |               |               |               |               |               |               |               |                  |                  |      |
| Reena Pärnat | Einzel     | 646           | 42            | D. Kumari | 5:6      | ausgeschieden | ausgeschieden | ausgeschieden | ausgeschieden | ausgeschieden | ausgeschieden | ausgeschieden | ausgeschieden | ausgeschieden    | ausgeschieden    | 33   |

### Fechten
Als eine der beiden besten europäischen Degenfechterinnen, deren Mannschaft sich nicht qualifizieren konnte, erhielt Nelli Differt einen persönlichen Quotenplatz.
| Athleten      | Wettbewerb   | 1. Runde | 1. Runde | 2. Runde   | 2. Runde | Achtelfinale | Achtelfinale | Viertelfinale | Viertelfinale | Halbfinale / Klassifikation | Halbfinale / Klassifikation | Finale / Platzierung | Finale / Platzierung | Rang |
| Athleten      | Wettbewerb   | Gegner   | Ergebnis | Gegner     | Ergebnis | Gegner       | Ergebnis     | Gegner        | Ergebnis      | Gegner                      | Ergebnis                    | Gegner               | Ergebnis             | Rang |
| ------------- | ------------ | -------- | -------- | ---------- | -------- | ------------ | ------------ | ------------- | ------------- | --------------------------- | --------------------------- | -------------------- | -------------------- | ---- |
| Frauen        |              |          |          |            |          |              |              |               |               |                             |                             |                      |                      |      |
| Nelli Differt | Degen Einzel | Freilos  | Freilos  | Kang Y.-m. | 14:13    | A. Klasik    | 11:10        | A. Santuccio  | 10:9          | V. Kong                     | 15:11                       | E. Muhari            | 14:15                | 4    |

### Gewichtheben
Über die olympische Qualifikationsrangliste der IWF qualifizierte sich mit Mart Seim ein estnischer Gewichtheber im Superschwergewicht der Männer.
| Athleten  | Wettbewerb         | Reißen  | Reißen | Stoßen  | Stoßen | Zweikampf | Zweikampf | Rang |
| Athleten  | Wettbewerb         | Gewicht | Rang   | Gewicht | Rang   | Gewicht   | Rang      | Rang |
| --------- | ------------------ | ------- | ------ | ------- | ------ | --------- | --------- | ---- |
| Männer    |                    |         |        |         |        |           |           |      |
| Mart Seim | Klasse über 102 kg | 180 kg  | 9      | 220 kg  | 9      | 400 kg    | 9         | 9    |

### Judo
Über die IJF-Weltrangliste konnte sich ein estnischer Judoka im Mittelgewicht der Männer qualifizieren.
| Athleten                 | Wettbewerb       | 1. Runde    | 1. Runde | 2. Runde | 2. Runde | Achtelfinale  | Achtelfinale  | Viertelfinale | Viertelfinale | Halbfinale / Trostrunde | Halbfinale / Trostrunde | Finale / Platz 3 | Finale / Platz 3 | Rang |
| Athleten                 | Wettbewerb       | Gegner      | Ergebnis | Gegner   | Ergebnis | Gegner        | Ergebnis      | Gegner        | Ergebnis      | Gegner                  | Ergebnis                | Gegner           | Ergebnis         | Rang |
| ------------------------ | ---------------- | ----------- | -------- | -------- | -------- | ------------- | ------------- | ------------- | ------------- | ----------------------- | ----------------------- | ---------------- | ---------------- | ---- |
| Männer                   |                  |             |          |          |          |               |               |               |               |                         |                         |                  |                  |      |
| Klen-Kristofer Kaljulaid | Klasse bis 90 kg | R. Feuillet | 10:0     | S. Murao | 0:10     | ausgeschieden | ausgeschieden | ausgeschieden | ausgeschieden | ausgeschieden           | ausgeschieden           | ausgeschieden    | ausgeschieden    | 9    |

### Leichtathletik
Die Olympianormen der Weltverbandes haben drei estnische Leichtathleten erreicht.
Laufen und Gehen
| Athleten    | Wettbewerb   | Vorlauf | Vorlauf | Halbfinale | Halbfinale | Finale  | Finale | Rang |
| Athleten    | Wettbewerb   | Zeit    | Rang    | Zeit       | Rang       | Zeit    | Rang   | Rang |
| ----------- | ------------ | ------- | ------- | ---------- | ---------- | ------- | ------ | ---- |
| Männer      |              |         |         |            |            |         |        |      |
| Rasmus Mägi | 400 m Hürden | 48,62 s | 1       | 48,16 s    | 2          | 52,53 s | 7      | 7    |

Springen und Werfen
| Athleten         | Wettbewerb | Qualifikation | Qualifikation | Finale        | Finale        | Rang |
| Athleten         | Wettbewerb | Weite/Höhe    | Rang          | Weite/Höhe    | Rang          | Rang |
| ---------------- | ---------- | ------------- | ------------- | ------------- | ------------- | ---- |
| Frauen           |            |               |               |               |               |      |
| Elisabeth Pihela | Hochsprung | 1,83 m        | 26            | ausgeschieden | ausgeschieden | 26   |

Mehrkampf
| Athleten      | 100 m   | 100 m | Weitsprung | Weitsprung | Kugelstoßen | Kugelstoßen | Hochsprung | Hochsprung | 400 m   | 400 m | 110 m Hürden | 110 m Hürden | Diskuswurf | Diskuswurf | Stabhochsprung | Stabhochsprung | Speerwurf | Speerwurf | 1500 m      | 1500 m | Punkte | Rang |
| Athleten      | Zeit    | Pkte. | Weite      | Pkte.      | Weite       | Pkte.       | Höhe       | Pkte.      | Zeit    | Pkte. | Zeit         | Pkte.        | Weite      | Pkte.      | Höhe           | Pkte.          | Weite     | Pkte.     | Zeit        | Pkte.  | Punkte | Rang |
| ------------- | ------- | ----- | ---------- | ---------- | ----------- | ----------- | ---------- | ---------- | ------- | ----- | ------------ | ------------ | ---------- | ---------- | -------------- | -------------- | --------- | --------- | ----------- | ------ | ------ | ---- |
| Zehnkampf     |         |       |            |            |             |             |            |            |         |       |              |              |            |            |                |                |           |           |             |        |        |      |
| Johannes Erm  | 10,64 s | 942   | 7,66 m     | 975        | 14,61 m     | 766         | 2,08 m     | 878        | 47,19 s | 949   | 14,35 s      | 930          | 46,29 m    | 793        | 4,60 m         | 790            | 59,58 m   | 732       | 4:19,71 min | 814    | 8569   | 6    |
| Janek Õiglane | 10,89 s | 885   | 7,25 m     | 874        | 14,58 m     | 764         | 1,99 m     | 794        | 48,02 s | 908   | 14,45 s      | 917          | 43,39 m    | 734        | 5,30 m         | 1004           | 71,89 m   | 918       | 4:25,59 min | 774    | 8572   | 5    |
| Karel Tilga   | 11,01 s | 858   | 7,16 m     | 852        | 15,88 m     | 844         | 1,99 m     | 794        | 48,67 s | 877   | 14,66 s      | 891          | 50,13 m    | 873        | 4,70 m         | 819            | 64,16 m   | 801       | 4:26,41 min | 768    | 8377   | 11   |

### Radsport
Über die UCI-Straßen-Weltrangliste nach Nationen erhielt Estland einen Quotenplatz für das Straßenrennen der Männer. Über das olympische Qualifikationsranking im Mountainbike erhielt Estland einen Startplatz bei den Frauen.

#### Straße
| Athleten      | Wettbewerb    | Zeit      | Rang |
| ------------- | ------------- | --------- | ---- |
| Männer        |               |           |      |
| Madis Mihkels | Straßenrennen | 6:23:16 h | 30   |

#### Mountainbike
| Athleten    | Wettbewerb    | Zeit      | Rang |
| ----------- | ------------- | --------- | ---- |
| Frauen      |               |           |      |
| Janika Lõiv | Cross-Country | 1:35:05 h | 19   |

### Reiten

#### Springreiten
| Athleten    | Wettbewerb | Strafpunkte   | Strafpunkte   | Strafpunkte   | Strafpunkte   | Strafpunkte   | Strafpunkte   | Rang |
| Athleten    | Wettbewerb | Einzelwertung | Einzelwertung | Einzelwertung | Nationenpreis | Nationenpreis | Nationenpreis | Rang |
| Athleten    | Wettbewerb | 1. Umlauf     | 2. Umlauf     | Stechen       | 1. Umlauf     | 2. Umlauf     | Stechen       | Rang |
| ----------- | ---------- | ------------- | ------------- | ------------- | ------------- | ------------- | ------------- | ---- |
| My Relander | Einzel     | RET           | RET           | RET           | —             | —             | —             | —    |

### Ringen
Beim internationalen Qualifikationsturnier in Istanbul konnte Estland einen Quotenplatz in der Gewichtsklasse bis 130 kg (griechisch-römischer Stil) gewinnen.

#### Griechisch-römischer Stil
Legende: G = Gewonnen, V = Verloren, S = Schultersieg
| Athleten   | Wettbewerb        | Achtelfinale | Achtelfinale | Viertelfinale | Viertelfinale | Halbfinale    | Halbfinale    | Hoffnungsrunde Halbfinale | Hoffnungsrunde Halbfinale | Hoffnungsrunde Finale | Hoffnungsrunde Finale | Finale        | Finale        | Rang |
| Athleten   | Wettbewerb        | Gegner       | Ergebnis     | Gegner        | Ergebnis      | Gegner        | Ergebnis      | Gegner                    | Ergebnis                  | Gegner                | Ergebnis              | Gegner        | Ergebnis      | Rang |
| ---------- | ----------------- | ------------ | ------------ | ------------- | ------------- | ------------- | ------------- | ------------------------- | ------------------------- | --------------------- | --------------------- | ------------- | ------------- | ---- |
| Männer     |                   |              |              |               |               |               |               |                           |                           |                       |                       |               |               |      |
| Heiki Nabi | Klasse bis 130 kg | S. Shariati  | V 1:1        | ausgeschieden | ausgeschieden | ausgeschieden | ausgeschieden | ausgeschieden             | ausgeschieden             | ausgeschieden         | ausgeschieden         | ausgeschieden | ausgeschieden | 10   |

### Rudern
Bei der finalen Qualifikationsregatta in Luzern gewann Estland einen Startplatz für den Doppelvierer der Männer.
| Athleten                                                 | Wettbewerb   | Vorlauf     | Vorlauf | Vorlauf       | Hoffnungslauf / Viertelfinale | Hoffnungslauf / Viertelfinale | Hoffnungslauf / Viertelfinale | Halbfinale | Halbfinale | Halbfinale    | Finale      | Finale | Rang |
| Athleten                                                 | Wettbewerb   | Zeit        | Rang    | Qualifikation | Zeit                          | Rang                          | Qualifikation                 | Zeit       | Rang       | Qualifikation | Zeit        | Rang   | Rang |
| -------------------------------------------------------- | ------------ | ----------- | ------- | ------------- | ----------------------------- | ----------------------------- | ----------------------------- | ---------- | ---------- | ------------- | ----------- | ------ | ---- |
| Männer                                                   |              |             |         |               |                               |                               |                               |            |            |               |             |        |      |
| Tõnu Endrekson Mikhail Kushteyn Johann Poolak Allar Raja | Doppelvierer | 5:52,04 min | 4       | Hoffnungslauf | 5:55,74 min                   | 4                             | B-Finale                      | —          | —          | —             | 5:50,55 min | 1      | 7    |

### Schießen
Im noch bis zum 9. Juni 2024 laufenden Qualifikationszeitraum konnten bisher zwei Quotenplätze erreicht werden.
| Athleten        | Wettbewerb               | Qualifikation   | Qualifikation | Finale          | Finale        |
| Athleten        | Wettbewerb               | Ringe/ Scheiben | Rang          | Ringe/ Scheiben | Rang          |
| --------------- | ------------------------ | --------------- | ------------- | --------------- | ------------- |
| Männer          |                          |                 |               |                 |               |
| Peeter Olesk    | 25 m Schnellfeuerpistole | 583             | 11            | ausgeschieden   | ausgeschieden |
| Peeter Jürisson | Skeet                    | 113             | 28            | ausgeschieden   | ausgeschieden |

### Schwimmen
Die olympischen Normzeiten des Weltverbandes konnten zwei estnische Schwimmer erreichen.
| Athleten       | Wettbewerb          | Vorlauf     | Vorlauf | Halbfinale     | Halbfinale    | Finale        | Finale        | Rang |
| Athleten       | Wettbewerb          | Zeit        | Rang    | Zeit           | Rang          | Zeit          | Rang          | Rang |
| -------------- | ------------------- | ----------- | ------- | -------------- | ------------- | ------------- | ------------- | ---- |
| Frauen         |                     |             |         |                |               |               |               |      |
| Eneli Jefimova | 100 m Brust         | 1:06,24 min | 8       | 1:06,23 min    | 8             | 1:06,50 min   | 7             | 7    |
| Eneli Jefimova | 200 m Brust         | 2:30,68 min | 23      | ausgeschieden  | ausgeschieden | ausgeschieden | ausgeschieden | 23   |
| Männer         |                     |             |         |                |               |               |               |      |
| Kregor Zirk    | 200 m Schmetterling | 1:55,52 min | 10      | 1:54,22 min NR | 5             | 1:54,55 min   | 7             | 7    |
| Kregor Zirk    | 400 m Freistil      | 3:49,59 min | 22      | —              | —             | ausgeschieden | ausgeschieden | 22   |

### Segeln
Über die Last Chance Regatta 2024 erhielt Estland Quotenplätze für zwei Bootsklassen.
| Athleten          | Wettbewerb        | Qualifikation | Qualifikation | Medal Race    | Medal Race    | Punkte | Rang |
| Athleten          | Wettbewerb        | Punkte        | Rang          | Punkte        | Rang          | Punkte | Rang |
| ----------------- | ----------------- | ------------- | ------------- | ------------- | ------------- | ------ | ---- |
| Frauen            |                   |               |               |               |               |        |      |
| Ingrid Puusta     | Windsurfen iQFoiL | 162           | 17            | ausgeschieden | ausgeschieden | 162    | 17   |
| Männer            |                   |               |               |               |               |        |      |
| Karl-Martin Rammo | Laser             | 166           | 31            | ausgeschieden | ausgeschieden | 166    | 31   |